# Elvis Évora
Elvis Garcia Monteiro Évora (Ilha do Sal, 4 febbraio 1978) è un ex cestista capoverdiano naturalizzato portoghese.
Alto 204 cm, giocava come centro.

## Carriera
Nel 2007 è stato convocato per gli Europei in Spagna con la maglia della nazionale di pallacanestro del Portogallo.

## Palmarès
- Coppa di Portogallo: 4

Porto: 1999, 2000, 2004, 2005